# Zámecký pivovar Břeclav
Zámecký pivovar Břeclav je pivovar v jihomoravském městě Břeclav.
V roce 2014 činil jeho výstav piva 15 000 hektolitrů.

## Historie
První písemné zmínky o vaření piva v Břeclavi pocházejí z 15. stol. n. l. V roce 1522 je v zámeckém areálu založen pivovar. Po roce 1926 začíná pivovar prosperovat a zvyšovat produkci piva, která dosahuje před 2. světovou válkou až 50 000 hl. Po válce dochází ke znárodnění pivovaru, jenž se začleňuje do větších státních podniků (postupně Středomoravské pivovary, Jihomoravské pivovary, Národní podnik Brno). V roce 1992 dokázal vyrobit 225 tisíc hektolitrů piva.

V roce 1994 je břeclavský pivovar privatizován a o dva roky později zde dochází k ukončení výroby piva. Pivovar vyvážel třetinu produkce na Slovensko, které po rozdělení Československa zavedlo vysoká dovozní cla.
K obnově výroby piva dochází v roce 2013, během tohoto roku se zde uvařilo 9 000 hl. V roce 2014 činil výstav piva 15 000 hektolitrů. Sortiment se prodává mj. v maloobchodní síti Enapo.

## Sortiment
K srpnu 2016

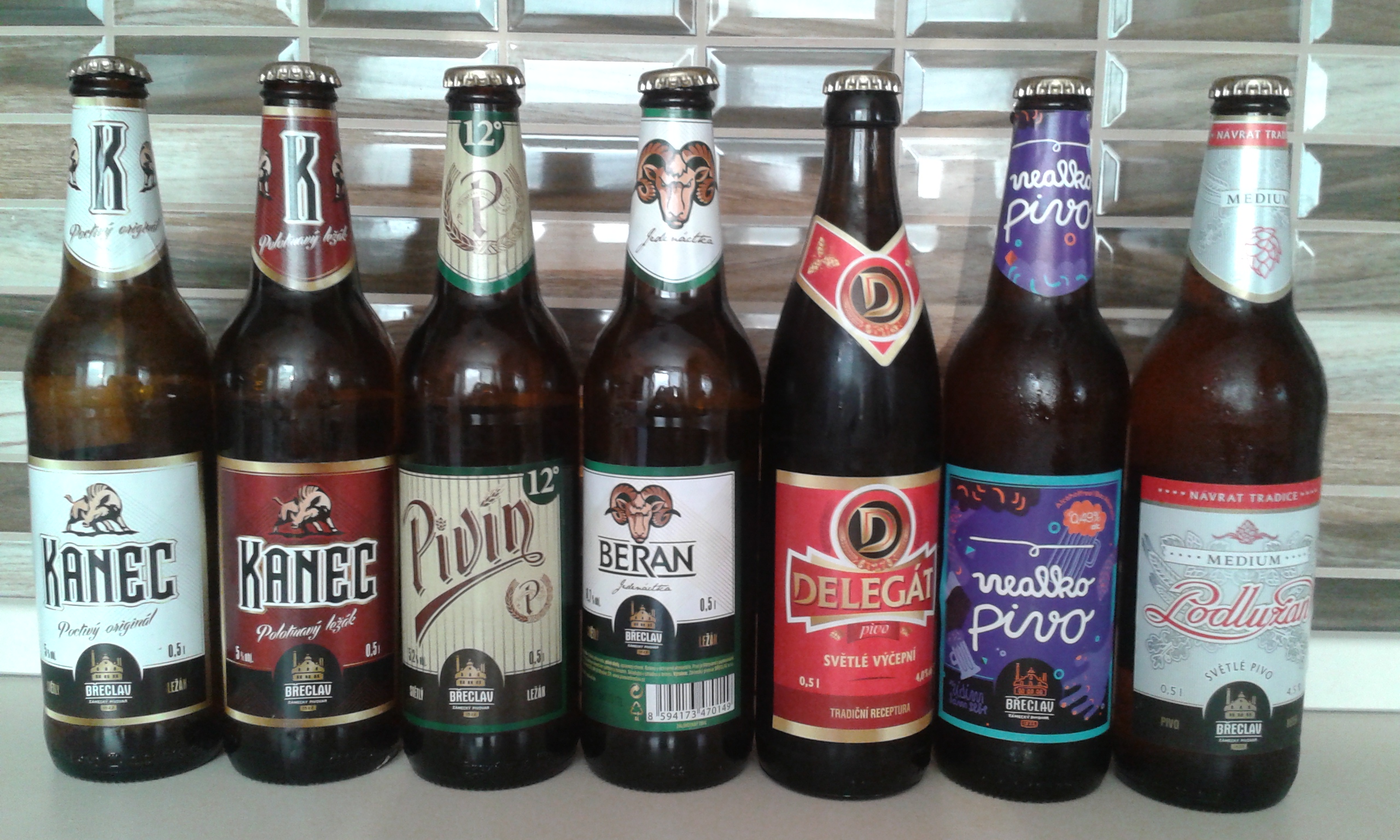
Vybraný sortiment lahvových piv (2016)

- Kanec – světlý ležák (obsah alkoholu do 5 % objemu)
- Kanec – polotmavý ležák (obsah alkoholu do 5 % objemu)
- Podlužan – světlé pivo (obsah alkoholu do 4,5 % objemu)
- Beran – světlý ležák (obsah alkoholu do 4,7 % objemu)
- Zámecká desítka – světlé pivo (obsah alkoholu do 4,1 % objemu)
- Pivín 12° – světlý ležák (obsah alkoholu do 5,2 % objemu)
- Summer Ale 11° – světlý ležák typu ale, svrchně kvašený (obsah alkoholu do 4,7 % objemu)
- Red Ale 16° – tmavě rubínový speciál typu ale, svrchně kvašený (obsah alkoholu do 7 % objemu)
- Svatováclavský polotmavý speciál – polotmavý speciál (obsah alkoholu do 5,2 % objemu)
- Vánoční dědictví – tmavý speciál (obsah alkoholu do 6 % objemu)
- Delegát – světlé výčepní pivo (obsah alkoholu do 4,1 % objemu)
- Nealko pivo – světlé nealkoholické pivo (obsah alkoholu do 0,49 % objemu)